# Ахенский дворец
Дворец Карла Великого — грандиозный императорский пфальц, построенный на рубеже VIII и IX веков Карлом Великим на месте современной ахенской площади Катчхоф, чтобы служить главной резиденцией правителя империи франков, особенно в зимнее время. Предположительно служил образцом при строительстве других императорских резиденций.

## История
Строительными работами руководил Одо из Меца. В качестве строительных материалов использовались сполии античных сооружений, которые в обилии привозили из Италии. В 805 году прибывший в Аахен папа Лев III освятил во имя Девы Марии дворцовую капеллу.

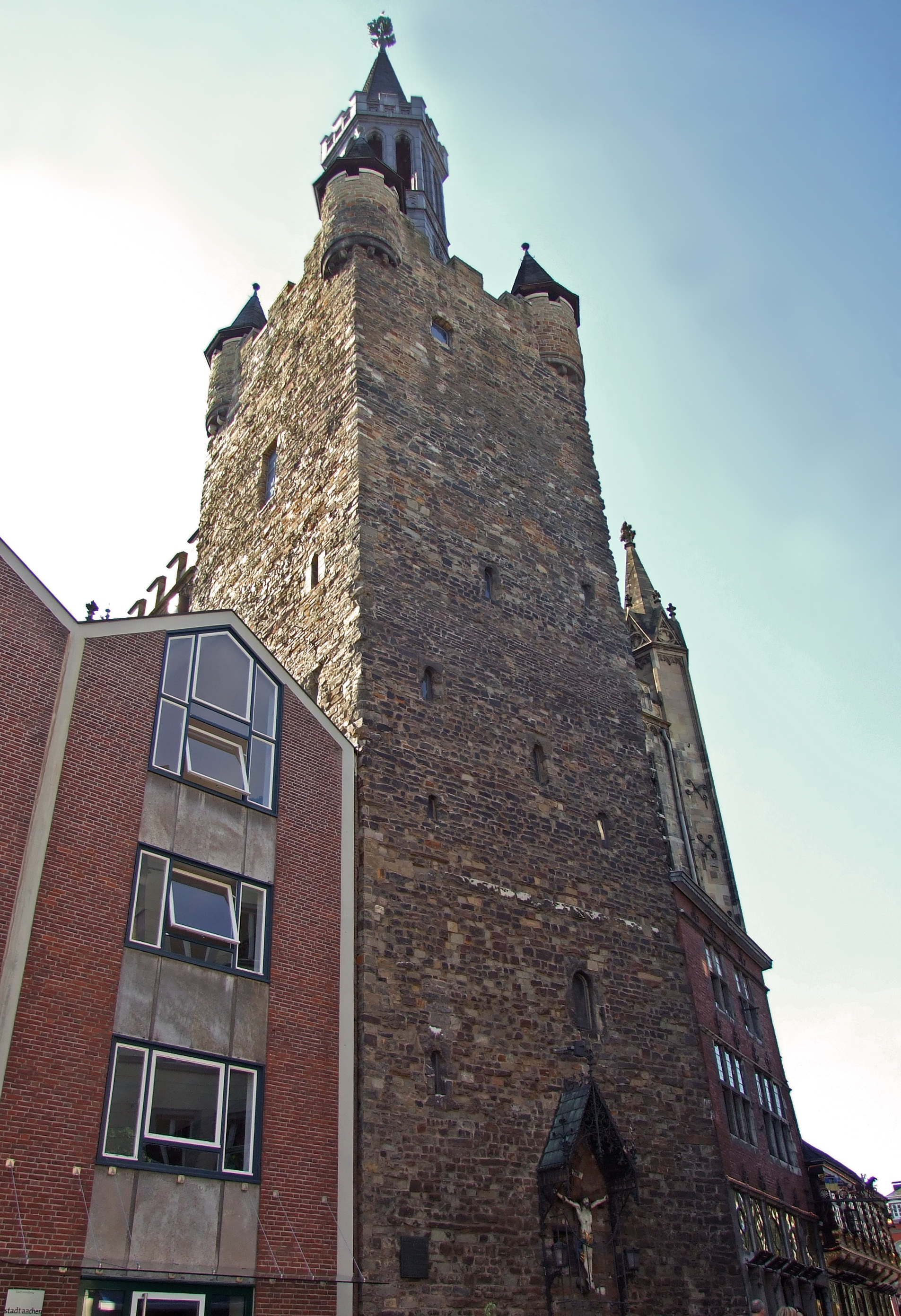
Башня дворца

Сын Карла, Людовик Благочестивый, предпочитал жить в Ахене в холодное время года до Пасхи. Он провёл здесь несколько церковных соборов. Последующие императоры останавливались во дворце всё реже и реже. Много времени проводил здесь император Оттон II со своей греческой женой Феофано. В качестве «хранителей дворца» выступали пфальцграфы Лотарингские — впоследствии правители Курпфальца.

## Сохранность
К началу XIV века дворец уже лежал в руинах. Жители Ахена на месте тронного зала выстроили городскую ратушу. В новое здание была встроена и сохранившаяся башня дворца — башня Грануса.
От дворца сохранилась капелла Карла Великого с его гробницей, встроенная в позднейший Ахенский собор. Начиная с Оттона Великого все римско-германские императоры короновались в этой капелле, восседая на троне Карла. Эта традиция была юридически закреплена в Золотой булле 1356 года.